# Hawa Sisay-Sabally
Hawa Sisay-Sabally (Hawa Kuro Sisay Sabally, * ?) ist eine gambische Juristin und Politikerin.

## Leben
Sisay-Sabally ist die Tochter von Sheriff S. Sisay (gest. 1989), gambischer Minister für Finanzen und Handel.
Sie war unter Präsident Yahya Jammeh als Ministerin für Justiz und Generalstaatsanwalt (englisch Attorney General and Secretary of State for Justice) der Republik Gambia im April 1996 ins Kabinett berufen worden. Sie war Nachfolgerin von Musa N. Bittaye. Sisay-Sabally war bis zum 31. Juli 1998 im Amt und wurde von Fatou Bensouda abgelöst.
2001 vertrat sie ihren Ehemann, Ousman Sabally, Lehrer an der St. Augustine's Senior Secondary School, vor Gericht in einer Klage wegen Körperverletzung gegen staatliche Sicherheitsbehörden.
In der Nichtregierungsorganisation Female Lawyers Association in The Gambia (FLAG), die 2007 gegründet wurde, um die Lobbyarbeit der Gleichstellung von Frauen und Männern in Gambia durch legislative Reformen zu unterstützen, wurde Hawa Sisay-Sabally Vizepräsidentin.
2017/18 vertrat sie die Gambia Press Union (GPU) in einer erfolgreichen Klage vor dem Supreme Court gegen ein Gesetz zur Verhinderung von Falschinformationen im Internet, das vor allem die Einschüchterung von Regierungskritikern bezweckt habe.
Von 2018 bis 2020 war sie stellvertretende Vorsitzende der elfköpfigen Constitutional Review Commission (CRC), die Änderungen der gambische Verfassung erarbeiten sollte. Am 4. Juni 2018 fand ihre Vereidigung statt.

## Werke
- Inheritance in the Gambia. In Akua Kuenyehia (Hrsg.): Women and Law in West Africa: Situational Analysis of Some Key Issues Affecting Women. Legon 1998